# Lebendgeburt
Unter Lebendgeburt versteht man beim Menschen die Geburt eines lebenden Neugeborenen. Stirbt das Kind kurz vor oder während der Geburt, spricht man von einer Totgeburt.

## Definition in Deutschland
In Deutschland ist die Lebendgeburt in § 31 Abs. 1 der Verordnung zur Ausführung des Personenstandsgesetzes  wie folgt geregelt:

„Eine Lebendgeburt, für die die allgemeinen Bestimmungen über die Anzeige und die Eintragung von Geburten gelten, liegt vor, wenn bei einem Kinde nach der Scheidung vom Mutterleib entweder das Herz geschlagen oder die Nabelschnur pulsiert oder die natürliche Lungenatmung eingesetzt hat.“

Im Gegensatz dazu spricht man von einer Totgeburt, wenn keines dieser Merkmale zutrifft, und von einer Fehlgeburt, wenn zusätzlich das Gewicht weniger als 500 Gramm beträgt.

## Definition in anderen Ländern
In Österreich wird Lebendgeburt in § 8 des Bundesgesetzes über den Hebammenberuf definiert:

„Lebendgeburt: als lebendgeboren gilt unabhängig von der Schwangerschaftsdauer eine Leibesfrucht dann, wenn nach dem vollständigen Austritt aus dem Mutterleib entweder die Atmung eingesetzt hat oder irgendein anderes Lebenszeichen erkennbar ist, wie Herzschlag, Pulsation der Nabelschnur oder deutliche Bewegung willkürlicher Muskeln, gleichgültig, ob die Nabelschnur durchgeschnitten ist oder nicht oder ob die Plazenta ausgestoßen ist oder nicht.“

Dies entspricht der Definition der WHO, die diese zur ICD-10 vorschlägt, welche aber auch schon vor ICD-10 verwendet wurde.
In leicht abgewandelter Form wird diese auch in den USA in § 8 des Chapter 1 des United States Code (U.S.C.) verwendet.

## Auswirkungen unterschiedlicher Definitionen
Natürlich haben die unterschiedlichen Regelungen keine Auswirkung auf die Lebensfähigkeiten des Kindes.
Allerdings führt die unterschiedliche Klassifikation zu zum Teil gravierenden Unterschieden bei Aussagen zum Beispiel zur Säuglingssterblichkeit und Kindersterblichkeit. Durch die Eingrenzung des Begriffes Lebendgeburt, beispielsweise mit der Bedingung, dass mehrere der genannten Eigenschaften vorhanden sind, selektiert man insbesondere Neugeborene aus, welche ein hohes Sterblichkeitsrisiko haben. Diese tauchen dann nicht mehr in der Statistik auf und führen so zur niedrigeren Darstellung der Sterblichkeit. Aufgetreten ist dies unter anderem bei Vergleichen der Säuglingssterblichkeit zwischen der Bundesrepublik Deutschland und der DDR, da in der DDR mindestens zwei der Merkmale erfüllt sein mussten.

## Lebendgeburten in der EU 2014
Das Statistische Amt der Europäischen Union bietet qualitativ hochwertige Statistiken über die Geburtenziffern in Europa an. Jedes Jahr wird die Zahl der Lebendgeborenen insgesamt und bei relativ jungen Müttern (siehe auch Mutterschaft Minderjähriger) nach ihrem Alter bekanntgegeben.
|                               | Insgesamt | 10 bis 14 Jahre | 15 Jahre | 16 Jahre | 17 Jahre | 18 Jahre | 19 Jahre |
| Europäische Union (28 Länder) | 5.131.500 | 1.051           | 3.416    | 9.129    | 19.535   | 32.799   | 51.836   |
| Belgien                       | 125.014   | 5               | 25       | 94       | 257      | 456      | 746      |
| Bulgarien                     | 67.585    | 168             | 476      | 716      | 1.057    | 1.516    | 1.703    |
| Tschechische Republik         | 109.860   | 1               | 25       | 139      | 331      | 574      | 1.016    |
| Dänemark                      | 56.870    | 2               | 5        | 12       | 54       | 99       | 249      |
| Deutschland                   | 714.927   | 66              | 278      | 811      | 1.913    | 3.366    | 5.641    |
| Estland                       | 13.551    | 0               | 4        | 19       | 58       | 93       | 186      |
| Irland                        | 67.285    | 4               | 8        | 50       | 123      | 223      | 492      |
| Griechenland                  | 92.149    | 71              | 139      | 241      | 370      | 481      | 600      |
| Spanien                       | 426.076   | 59              | 230      | 608      | 1.196    | 1.833    | 2.914    |
| Frankreich                    | 819.328   | 130             | 330      | 964      | 2.074    | 3.939    | 7.232    |
| Kroatien                      | 39.566    | 2               | 14       | 50       | 144      | 263      | 474      |
| Italien                       | 502.596   | 4               | 22       | 301      | 937      | 1.652    | 2.870    |
| Zypern                        | 9.258     | 0               | 1        | 7        | 20       | 18       | 45       |
| Lettland                      | 21.746    | 2               | 8        | 43       | 103      | 184      | 329      |
| Litauen                       | 30.369    | 3               | 19       | 49       | 132      | 247      | 463      |
| Luxemburg                     | 6.070     | 1               | 1        | 4        | 8        | 20       | 31       |
| Ungarn                        | 93.281    | 33              | 149      | 494      | 994      | 1.437    | 1.903    |
| Malta                         | 4.191     | 0               | 1        | 9        | 20       | 38       | 40       |
| Niederlande                   | 175.181   | 0               | 19       | 56       | 155      | 363      | 683      |
| Österreich                    | 81.722    | 6               | 32       | 80       | 166      | 337      | 621      |
| Polen                         | 375.160   | 20              | 110      | 475      | 1.338    | 2.957    | 4.938    |
| Portugal                      | 82.367    | 16              | 72       | 168      | 371      | 534      | 842      |
| Rumänien                      | 193.103   | 385             | 1.059    | 2.233    | 3.619    | 4.257    | 4.994    |
| Slowenien                     | 21.165    | 0               | 5        | 5        | 32       | 44       | 83       |
| Slowakei                      | 55.033    | 20              | 79       | 280      | 576      | 888      | 1.045    |
| Finnland                      | 57.232    | 0               | 8        | 20       | 65       | 171      | 481      |
| Schweden                      | 114.907   | 2               | 13       | 36       | 89       | 244      | 509      |
| Vereinigtes Königreich        | 775.908   | 51              | 284      | 1.165    | 3.333    | 6.565    | 10.706   |